# Tehama County
Tehama County er et amt beliggende i den nordlige del af den amerikanske delstat Californien. Hovedbyen i amtet er Red Bluff. I år 2010 havde amtet 63.463 indbyggere.

## Historie
Amtet blev grundlagt i 1856 med dele af Butte, Colusa og Shasta County. Det blev opkaldt efter byen Tehama.

## Geografi
Ifølge United States Census Bureau er Tehamas totale areal på 7.672,2 km², hvoraf de 29,2 km² er vand. 

### Grænsende amter
- Butte County - syd
- Glenn County - syd
- Mendocino County - sydvest
- Trinity County - vest
- Shasta County - nord
- Plumas County - øst

### Byer i Tehama
| - Capay - Corning - Gerber-Las Flores - Kirkwood - Lake California - Los Molinos - Manton | - Mill Creek - Mineral - Paskenta - Rancho Tehama Reserve - Red Bluff - Tehama |